# Walther Kossel
Walther Ludwig Julius Kossel (4 de enero de 1888 - 22 de mayo de 1956) fue un físico alemán conocido por su teoría del enlace químico (enlace iónico/regla de octeto), la ley de desplazamiento Sommerfeld-Kossel de los espectros atómicos, el modelo Kossel-Stranski para el crecimiento de cristales y el efecto Kossel. Walther era hijo de Albrecht Kossel, Premio Nobel de Fisiología o Medicina en 1910.

## Carrera profesional
Kossel nació en Berlín y comenzó sus estudios en la Universidad de Heidelberg en 1906, pero estuvo en la Universidad de Berlín durante 1907 y 1908. En 1910 se convirtió en ayudante de Philipp Lenard, que también fue su director de tesis. Kossel obtuvo el doctorado en 1910 y permaneció como ayudante de Lenard hasta 1913.

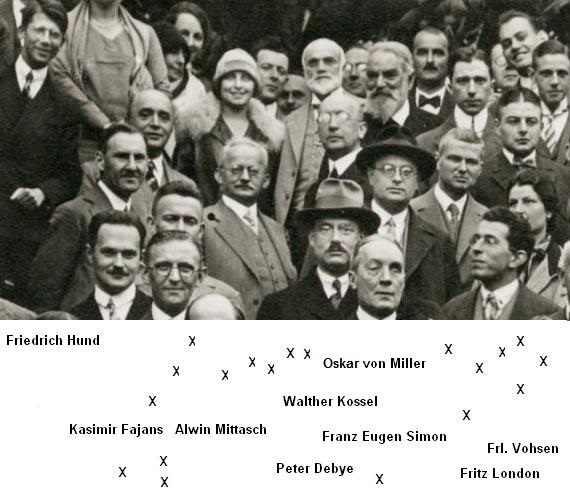
Walther Kossel (en medio), mayo de 1928 en Múnich

En 1913, año en que Niels Bohr presentó el modelo de Bohr del átomo, Kossel se trasladó a la Universidad de Múnich como ayudante de Arnold Sommerfeld,bajo cuya dirección realizó su Habilitación. Bajo Sommerfeld, Múnich fue un centro teórico para el desarrollo de la teoría atómica, especialmente a partir de la interpretación de los espectros atómicos. Kossel trabajó con Bohr y Sommerfeld en el modelo Bohr-Sommerfeld del átomo. En 1916, Kossel expuso su teoría del enlace químico iónico (regla del octeto), también avanzada de forma independiente ese mismo año por Gilbert N. Lewis.En trabajos publicados en 1914, 1916 y 1920, Kossel fue el primero en explicar la teoría de los límites de absorción en los espectros de rayos X. El límite aparece en una frecuencia crítica en la que comienza en gran medida la absorción de la radiación con la consiguiente eyección de fotoelectrones. En 1919, Kossel y Sommerfeld explicaron la similitud de los espectros atómicos de los átomos neutros, de número atómico Z, y de los átomos singularmente ionizados, de número atómico Z + 1, que pasó a conocerse como la ley de desplazamiento de Sommerfeld-Kossel. En 1920, Kossel explicó otro fenómeno de los espectros de rayos X. Bajo espectroscopia de alta resolución, el borde de absorción tiene estructura.  Atribuyó esto a la absorción de radiación por electrones que no son expulsados de la materia como fotoelectrones, sino que son "pateados" a niveles de energía de electrones ligados más altos y desocupados. En los primeros años, esto se conocía como "estructura de Kossel".
En 1921, Kossel fue nombrado profesor ordinario de Física Teórica en la Universidad de Kiel. En 1928 propuso su teoría cinética del crecimiento de los cristales, que pasó a conocerse como modelo Kossel-Stranski (Iwan N. Stranski propuso el mismo modelo de forma independiente).
En 1932, Kossel fue nombrado profesor ordinario de física teórica en la Technische Hochschule de Danzig. Durante su estancia allí, en 1934, descubrió la interferencia de la red de rayos X de ondas esféricas en cristales durante el bombardeo de un monocristal de cobre con un haz de electrones de alta energía.
En 1933 firmó el Voto de lealtad de los profesores de las universidades y escuelas superiores alemanas a Adolf Hitler y al Estado nacionalsocialista
En 1944, la Deutsche Physikalische Gesellschaft le concedió la medalla Max-Planck.
En 1945, Kossel fue nombrado catedrático de física teórica y director del Instituto de Física de la Universidad de Tubinga, donde obtuvo el estatus de emérito en 1953.
Kossel murió en Tubinga y está enterrado, al igual que su padre, Albrecht, en el Bergfriedhof de Heidelberg.